# Учкекен
Учкекен (карач.-балк. Ючкёкен, дослівний переклад з карачаєвської — «Три чагарники», абаз. Учкьакьан), — аул, адміністративний центр Малокарачаєвського району  Карачаєво-Черкесії.
Засноване село в 1922 році.

## Географія
Аул Учкекен розташовано на річках Ешкакон (карач.-балк. Ючкёкен суу) і Подкумок (правий берег), в місці впадання першої в другу, за 50 км на південний схід від міста Черкеська й за 16 км на захід Кисловодська (по прямій).

## Населення
Учкекен — другий за чисельністю населений пункт сільського типу в республіці після станиці Зеленчуцької і 55-й в Росії. Найбільше село компактного проживання карачаївців.

## Пам'ятки
Поблизу Учкекена, на території району, знаходиться ряд природних пам'яток і культурно-історичних пам'яток, таких як Медові водоспади, Рим-гора тощо.

## Постаті
- Байрамкулова Зухра Абдурахманівна (1940—2013) — Герой Соціалістичної Праці.
- Колесников Євген Борисович (* 1948) — доктор медичних наук, професор, лауреат премії ЛКСМУ, Державної премії УРСР в галузі науки і техніки.